# Cymatura albomaculata
Cymatura albomaculata es una especie de escarabajo longicornio del género Cymatura, tribu Xylorhizini, subfamilia Lamiinae. Fue descrita científicamente por Breuning en 1950.
La especie se mantiene activa durante el mes de mayo.

## Descripción
Mide 26-33 milímetros de longitud.

## Distribución
Se distribuye por Kenia, Malaui, República Democrática del Congo, República Sudafricana, Tanzania, Zambia y Zimbabue.